# Сплітська угода
Декларація про втілення в життя Вашингтонської угоди, спільну оборону від сербської агресії та досягнення політичного розв'язання відповідно до зусиль міжнародного співтовариства (хорв. Deklaracija o oživotvorenju Sporazuma iz Washingtona, zajedničkoj obrani od srpske agresije i postizanje političkog rješenja sukladno naporima međunarodne zajednice), пізніше відома під розмовною назвою Сплітська угода або Сплітська декларація (хорв. Splitski sporazum або хорв. Splitska deklaracija) — угода про взаємну оборону між Хорватією, Республікою Боснія і Герцеговина та Федерацією Боснії і Герцеговини, підписана 22 липня 1995 року в Спліті (Хорватія) за посередництва турецького президента Сулеймана Деміреля. Закликала до військової інтервенції хорватської армії на територію Боснії і Герцеговини, насамперед для зняття облоги Біхача. 
Сплітська угода стала переломним моментом у Боснійській війні, а також важливим чинником у війні за незалежність Хорватії. Вона обумовила широкомасштабне розгортання хорватської армії в Боснії і Герцеговині та захоплення стратегічних позицій в ході операції «Літо '95». Це, у свою чергу, дозволило швидко захопити столицю самопроголошеної Республіки Сербська Країна Книн та невдовзі після цього зняти облогу з Біхача під час операції «Буря». Подальші наступальні дії хорватського війська у Боснії та Герцеговині за підтримки Армії Республіки Боснія і Герцеговина та Хорватської ради оборони, а також повітряна операція НАТО в Боснії і Герцеговині змінили розстановку військових сил у Боснійській війні, сприяючи початку мирних переговорів, що привели до Дейтонської угоди.